# Vaulry

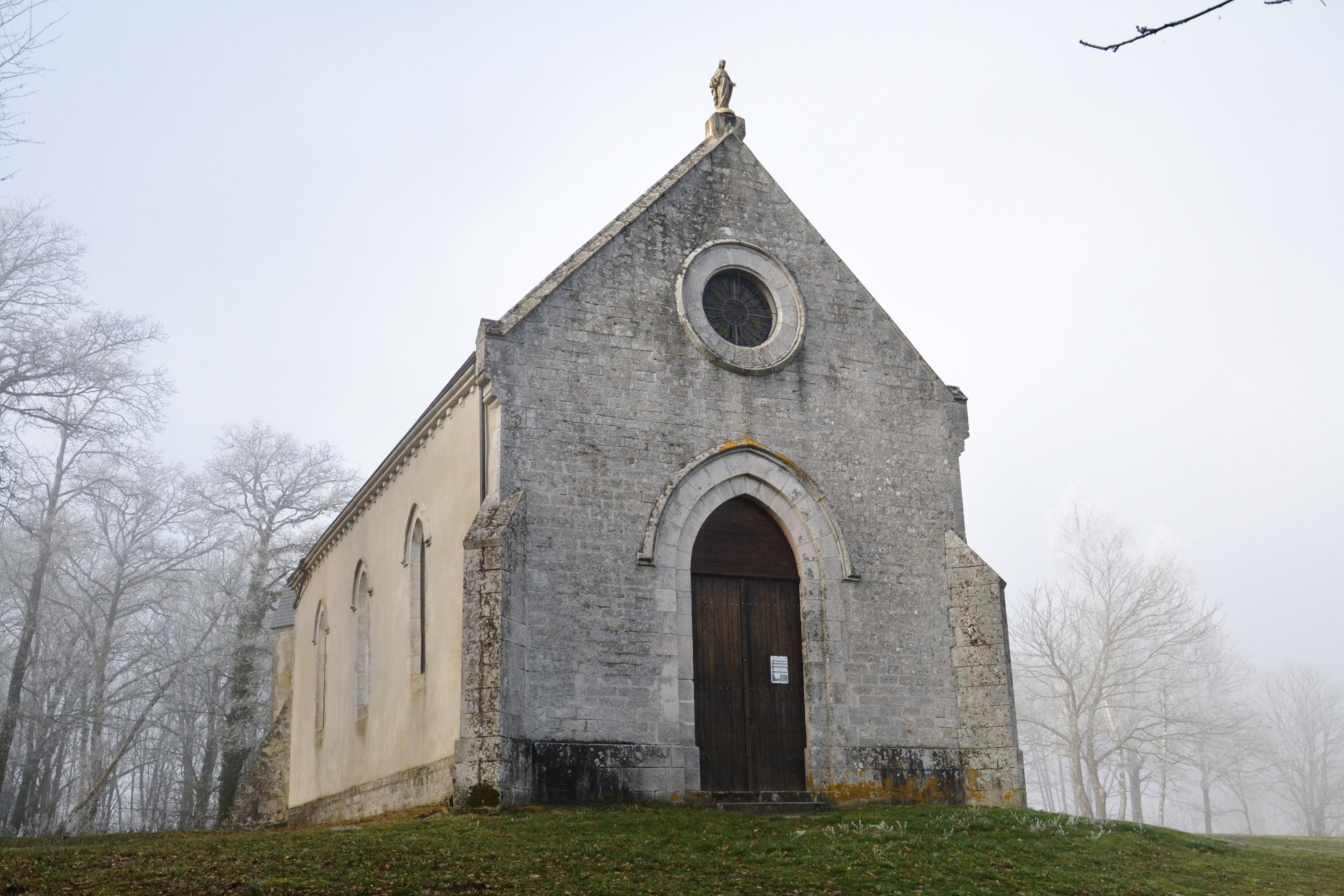
Kaplica (2012)

Vaulry – miejscowość i gmina we Francji, w regionie Nowa Akwitania, w departamencie Haute-Vienne.
Według danych na rok 1990 gminę zamieszkiwało 430 osób, a gęstość zaludnienia wynosiła 27 osób/km² (wśród 747 gmin Limousin Vaulry plasuje się na 283. miejscu pod względem liczby ludności, natomiast pod względem powierzchni na miejscu 419.).

## Populacja

Populacja Vaulry w latach 1962–2008